# Rafel Garau Planes

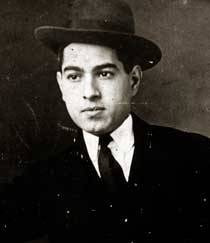
Rafel Garau Planes

Rafel Garau Planes (Santa Margalida, Mallorca, 1888 - València, 1916) va ser un empresari i contrabandista mallorquí.
Fill de Josep Garau Tous i Francesca Maria Planes March, ambdós de Santa Margalida i pertanyents a una família de pagesos propietaris amb arrels a Santa Margalida i Llubí. El 1893 ja es documenta a Mallorca l'activitat com a contrabandista del seu pare, Josep Garau, que a finals del segle xix s'establí a la ciutat d'Alger, on s'inicià en la fabricació de tabac adquirint la fàbrica de Bacri. S'especialitzà en l'exportació de tabacs elaborats des del port d'Alger amb destinació cap a Gibraltar o cap a les nombroses embarcacions que els introduïen com a gèneres de contraban. Ben aviat entrà en competència amb l'activitat d'un altre mallorquí, Joan March Ordines, que des de 1904 havia comprat la fàbrica de Jorró al Marroc. Però el 1909 Josep Garau i Joan March s'associaren, constituint una societat conjunta.
El jove Rafel Garau treballava en el negoci del seu pare, juntament amb el seu germà Francesc. Rafel era l'encarregat de les relacions amb Alger des de Mallorca. A Santa Margalida va ser membre de la junta directiva del "Sindicat Agrícola Margalidà". Segons la tradició oral, sembla que va ser aleshores quan es convertí en amant de Leonor Servera, esposa de Joan March, soci de l'empresa familiar.

## L'assassinat de Rafel Garau
El 29 de setembre de 1916 Rafel Garau, aleshores amb 28 anys, va ser assassinat al camí del Grau a València, als voltants de la via fèrria. Va morir a causa de setze ganivetades. Joan March va pagar el trasllat de cos fins a Mallorca i el funeral, que va ser multitudinari. Segons les fonts orals en el mateix funeral ja es va manifestar el rebuig cap a Joan March, al qual es responsabilitzava d'haver ordenat la mort del jove. De fet, sembla que Joan March no va tornar mai més al seu poble natal. El jutge instructor Antonio Delgado Curto va encausar com a culpables Vicente Benedicto Gobarda i Isidre Darder Rocafull. La versió més acceptada va ser que Rafel Garau havia anat a València a cobrar certa quantitat de diners que Darder li devia i a tractar temes del negoci del contraban. March va ser acusat pels Garau i es feren judicis el 1918, 1923, 1924, 1932, etc. Però la culpabilitat del poderós contrabandista i financer mai no es va poder demostrar.

## L'enfrontament entre els Garau i "en Verga"
Els Garau, des de bon començament, varen veure en March el culpable de l'assassinat i, a partir d'aquí, s'encetà una guerra oberta entre les dues companyies. El 15 d'agost de 1917 Joan March va provocar una situació de fallida a la societat, que provocà l'embargament inicial de Garau, tot i que aquest aconseguí aturar-lo. Llavors March maniobrà per restar com a únic liquidador, cosa que no aconseguí. Aleshores March acusà els Garau (Josep Garau Tous, Francesc Garau Planes i Joan Tous, casat amb Margalida Garau Planes), que romanien a Alger sota domini francès en plena Primera Guerra Mundial, d'espionatge a favor d'Alemanya. L'objectiu evident era arruïnar el seu exsoci.
Per sort pels Garau, les autoritats franceses declararen falsos els documents inculpatoris.
Josep i Francesc Garau continuaren amb la seva fàbrica de tabac d'Alger. Josep Garau deixà Alger el 1925, retornant a Santa Margalida, el seu fill Francesc continuà al davant de la "Manufacture de Tabacs Garau".

## El doble crim d'Alger
El matí del 25 de juny de 1933 Francesc Garau Planes, germà de Rafel, assassinà a trets de revòlver Jaume Ramis d'Alcúdia, de 62 anys, i Bernat Sureda, de Sencelles, de 36 anys. L'enfrontament es produí dins el propi despatx de Francesc Garau a la fàbrica d'Alger. El crim, conegut com "el doble crim d'Alger" va provocar un fort rebombori a França i a l'estat espanyol. Sureda i Ramis eren dos homes de confiança de Joan March. En el judici Garau fou condemnat a cinc anys de presó. Francesc Garau ja no tornaria mai més a Mallorca, sí que ho farien les seves germanes Francesca i Margalida i els seus cunyats Mateu Oliver i Joan Tous. Sembla que en els anys cinquanta Francesc Garau i la seva família regentaven un negoci de peix a Alger i eren uns importants propietaris rurals

## El glosat de Bartomeu Crespí
Rafel Garau era una persona molt estimada a Santa Margalida i la seva mort va ser molt sentida. El glosador margalidà Bartomeu Crespí publicà una plagueta de gloses dedicada al succés. Aquest glosat consta de 37 gloses i es titula "Cansons en mallorquí de Rafel Garau i Planes".
| «                 | Deman llum i claredat a n'es nostro fundador, que me don sebre i valor per compondre aquest glosat sobre un assassinat víctima d'un mal autor: dita conversació pagà sense haver endeutat. De tots penja i de tots cau certa inesperada hora, uns a prop, altres enfora, d'on som nats i estau, record en Rafel Garau com tota Mallorca plora. Va ser assassinat defora, allà a València en es Grau. | » |
| — Bartomeu Crespí | |   |